# Cmentarz żydowski w Wysokiem
Cmentarz żydowski w Wysokiem – kirkut społeczności żydowskiej zamieszkującej niegdyś Wysokie. Nie wiadomo dokładnie kiedy powstał, być może miało to miejsce w XVIII wieku. Ma powierzchnię 0,1 ha. Znajduje się przy ul. Czystej. Został zniszczony podczas II wojny światowej. Obecnie nie zachowały się żadne nagrobki. 